# Vara y aro

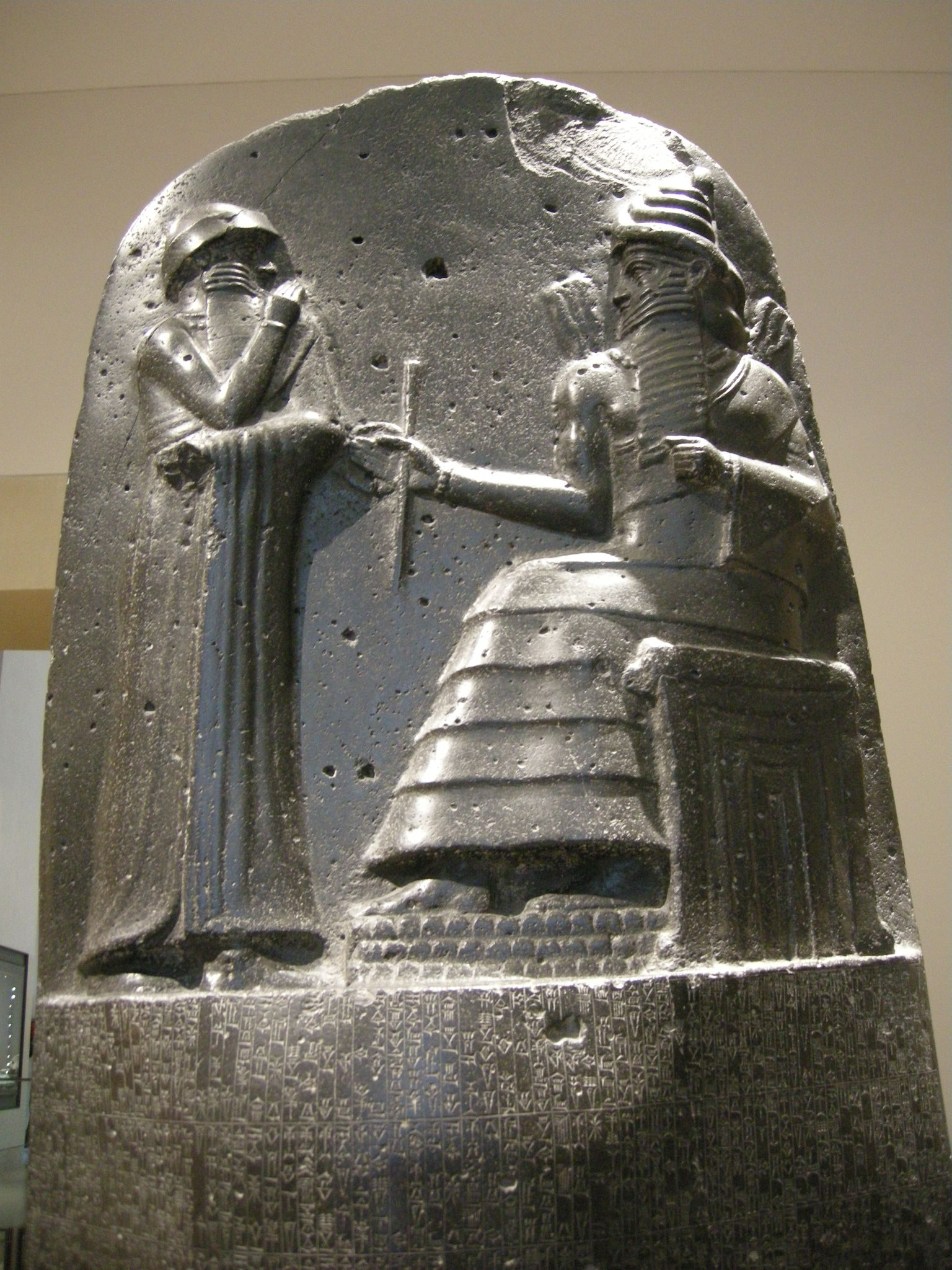
Detalle de la estela del código de Hammurabi donde el rey, de pie en actitud de adoración, recibe la vara y el aro del dios Shamash.

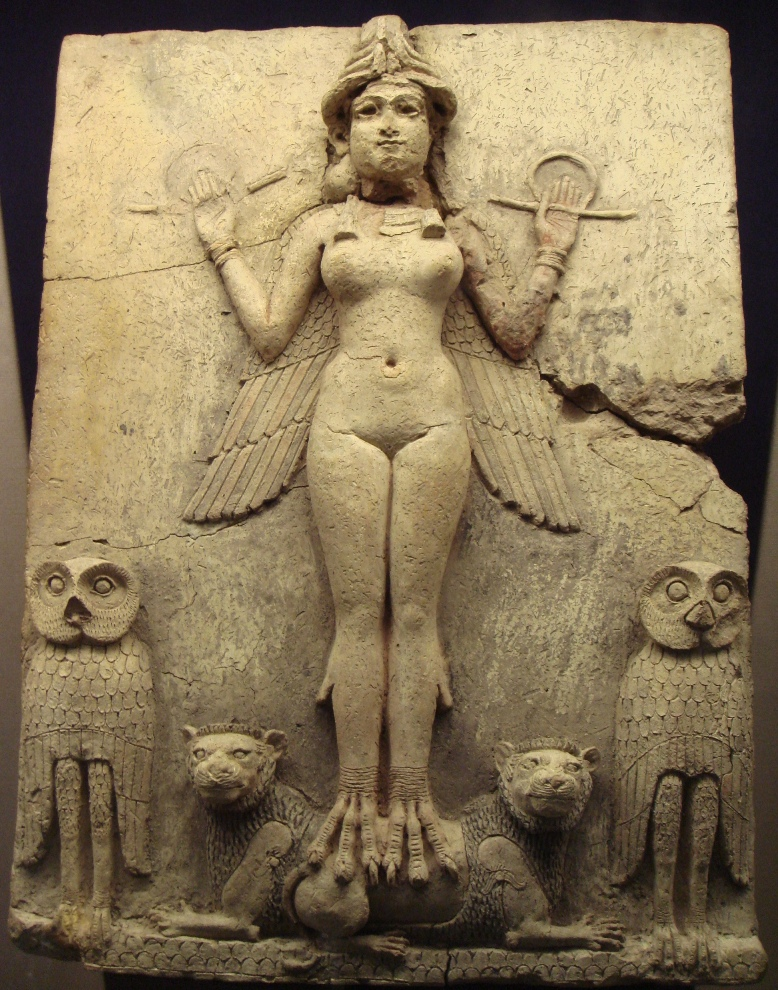
La Reina de la Noche portando el símbolo de la vara y el aro en cada mano.

La vara y el aro o la vara y el anillo es un símbolo que se representó  en Mesopotamia en estelas, sellos cilíndricos o relieves. Lo suele portar un dios o una diosa y en la mayoría de los casos, es ofrecido a un rey que está de pie, a menudo haciendo un sacrificio, o mostrando respeto. El símbolo puede encontrarse desde el Renacimiento sumerio hasta el período neoasirio, y la teoría más comúnmente aceptada señala que se trata de una vara de medir y una cuerda enrollada en forma de bucle. Otras teorías apuntan a un cayado de pastor y una cuerda para sujetar la nariz de un animal, y otras, que en ningún caso es una cuerda en forma de aro.
La representación más conocida del símbolo se ve en la monumental estela de diorita del Código de Hammurabi, donde el rey, de pie en actitud de adoración, recibe la vara y el aro del dios Shamash. La representación más elaborada se encuentra en la estela de Ur-Nammu, donde el rey es investido por el dios lunar Nanna recibiendo el símbolo, detallando en este caso el escultor, la catenaria de la caída de las cuerdas. También ha sido descrito este caso como un "bastón y una cadena de cuentas" y si esta escena tiene el mismo significado que la anterior. También es muy conocido el relieve de La Reina de la Noche que porta el símbolo en cada mano.

## Simbolismo
Primariamente, la vara de medir y la cuerda en forma de aro representan los elementos para el buen gobierno del rey en una tarea necesariamente "constructiva" frente a sus súbditos. El dios, al tiempo que dicta las leyes al monarca le hace entrega del símbolo del poder y la justicia.
Otros identifican el símbolo como el equilibrio de fuerzas entre lo divino y lo humano en Mesopotamia, el templo y el palacio, como una enraizada concepción de la justicia. La realeza es santificada por los dioses y de esta manera se asegura la continuidad de la misma.

## Cetro, trono y aro: Enuma Elish
El mito del descenso de Inanna al inframundo describe cómo se viste la diosa y se prepara ella misma:  "Sostuvo la vara de medida lapislázuli y la cuerda de medida en su mano."
En la  tablilla IV del Enuma Elish, se hace referencia al símbolo de la vara y el aro como:
"Se regocijaron, y le homenajearon, diciendo: "¡Marduk es el Rey!"
Le otorgaron el cetro, y el trono, y el aro.
Le dieron un armamento invencible que aplastara al enemigo."

## Símbolos similares
- El shen del Antiguo Egipto, que a nivel iconográfico parece idéntico.
- En el yacimiento arqueológico de Cancho Roano, situado cerca de Zalamea de la Serena, Badajoz, España, existe el símbolo de la vara y el aro, modelado en el suelo, en la cámara más interna de un santuario tartésico del siglo VI a. C.[9]
- La diosa griega Niké utiliza un tipo diferente de símbolo de investidura para el vencedor en las carreras, una corona de laurel o una corona de ramas de olivo, pero ella se representa con un aro o anillo rígido.
- El faravahar, símbolo del zoroastrismo, también tiene un aro o anillo.
- El egipcio anj tiene una forma vagamente similar, pero se usa en contextos muy diferentes.